# عبدالباقی حقانی
عبدالباقی حقانی (زادهٔ ۱۹۶۱ (۶۳–۶۴ سال)) از ولایت جلال آباد سیاست‌مدار اهل افغانستان است. ۲۹ اوت ۲۰۲۱ وی به حیث سرپرست وزارت تحصیلات عالی امارت اسلامی منصوب گردید.
اکنون بحیث رییس اداره ملی امتحانات امارت اسلامی افغانستان فعالیت دارد.
عبدالباقی حقانی در دوران امارت اسلامی افغانستان (1996-2001) مناصب والی ولایات خوست و پکتیکا و معاون وزیر اطلاعات و فرهنگ را بر عهده داشت و در ریاست کنسولگری وزارت امور خارجه کار می کرد.
در سال 2012، عبدالباقی به دلیل نقش اداری در امارت اسلامی، به دلیل «فعالیت‌های نظامی ضد دولتی» در سال 2003 و برای «سازماندهی فعالیت‌های نظامی» در سال 2009 در فهرست تحریم‌های اتحادیه اروپا قرار گرفت
در اگست 2021، پس از سقوط کابل ، عبدالباقی سرپرست وزارت تحصیلات عالی شد . وی تصریح کرد که زنان حق تحصیل دارند اما دانش آموزان زن در کلاس های جداگانه با دانشجویان مرد درس می خوانند.